# Falmouth, Virginia
Falmouth är en ort i Stafford County i delstaten Virginia, USA.